# Jal, New Mexico
Jal, New Mexico (енгл. Jal) град је у америчкој савезној држави Њу Мексико.

## Демографија
По попису из 2010. године број становника је 2.047, што је 51 (2,6%) становника више него 2000. године.
| Група             | 2000.         | 2010.         |
| Белци             | 1.115 (55,9%) | 1.021 (49,9%) |
| Афроамериканци    | 12 (0,6%)     | 17 (0,8%)     |
| Азијати           | 0 (0,0%)      | 3 (0,1%)      |
| Хиспаноамериканци | 839 (42,0%)   | 985 (48,1%)   |
| Укупно            | 1.996         | 2.047         |